# Adventure Game Studio
Adventure Game Studio (AGS) ist eine quelloffene Spiel-Engine und Entwicklungsumgebung, mit der Point-and-Click-Adventures erstellt werden können.

## Technik
Die Engine wurde in C++ programmiert. Seit Version 3.0 basiert der Editor auf .Net-Framework 2.0. Der zur Erstellung von Point-and-Click-Adventures zur Verfügung gestellte Editor besteht aus einer integrierten Entwicklungsumgebung, mit der wesentliche Elemente eines Spieles ohne Programmierkenntnisse erstellt werden können, sowie aus einer an die Programmiersprache C angelehnten Skriptsprache, die zur Steuerung von Spielabläufen dient. Der Editor läuft unter Microsoft Windows, die Spiel-Engine wurde in Version 2.72 auch nach Linux portiert. Für macOS liegt eine Beta-Version der Engine in Version 2.71 vor. Obwohl die meisten mit AGS entwickelten Spiele Adventures sind, gibt es auch Spiele anderer Genres wie Actionspiele, Rollenspiele und Umsetzungen von Brettspielen.

## Entwicklungsgeschichte
Das Adventure Game Studio wurde von Chris Jones, einem britischen Softwareentwickler, in seiner Freizeit entwickelt. Als Logo dient eine große blaue Tasse, die gelegentlich als Insider-Witz in den Spielen verwendet wird. Das Adventure Game Studio wurde 1997 erstmals veröffentlicht, damals noch unter dem Namen Adventure Creator. Jones überarbeitete das Programm und gab die neue Version 1999 unter dem heutigen Namen heraus. 2008 erschien AGS 3.0. Mit dieser Version änderten sich große Teile von AGS, etwa das Aussehen des Editors, aber auch grundlegende Funktionen. 2010 hat Jones den Quelltext des Editors unter der Artistic License 2.0 herausgegeben.

## Community
Durch die Community rund um AGS entstanden im Laufe der Zeit auch einige Wettbewerbe wie die Monthly AGS Competition (MAGS), bei der ein Spiel innerhalb eines Monats erstellt wird oder die AGS Team Challenge (ATC), bei der Teams von fünf Personen ein Spiel in einem vorgegebenen Zeitraum entwickeln. Seit 2002 gibt es auch die AGS-Awards, die eine Art Oscar für AGS-Spiele darstellen und jährlich in den Kategorien beste Grafik, beste Musik, bestes Gameplay etc. vergeben werden. Durch Community-Mitglieder wurden auch Plug-ins für AGS erstellt, mit denen sich die Engine um zusätzliche Funktionalitäten erweitern lässt.
Zu den zahlreichen Spielen, die mit AGS erstellt wurden, zählen unter anderem Neuauflagen bekannter Spiele wie Maniac Mansion Deluxe von Lucasfan Games oder Kings Quest und Space Quest, aber auch komplett neue Adventures wie 5 Days a Stranger, A Second Face, Ben Jordan oder die Freeware-Version von The Journey Down.

## Kommerzielle Spiele
Folgende kommerzielle Spiele wurden mit dem Adventure Game Studio erstellt:
| Jahr | Spiel                                         | Publisher                      |
| ---- | --------------------------------------------- | ------------------------------ |
| 2003 | Chzo Mythos                                   | Ben Croshaw                    |
| 2003 | The Adventures of Fatman                      | SOCKO! Entertainment           |
| 2005 | Sowjet-Unterzögersdorf: Sektor 1              | monochrom                      |
| 2006 | Al Emmo and the Lost Dutchman's Mine          | Himalaya Studios               |
| 2006 | Blackwell (Spieleserie)                       | Wadjet Eye Games               |
| 2006 | The Shivah                                    | Wadjet Eye Games               |
| 2007 | Nelly Cootalot: Spoonbeaks Ahoy!              | Application Systems Heidelberg |
| 2009 | Time Gentlemen, Please!                       | Zombie Cow Studios             |
| 2009 | Sowjet-Unterzögersdorf: Sektor 2              | monochrom                      |
| 2010 | Puzzle Bots                                   | Wadjet Eye Games               |
| 2011 | Gemini Rue                                    | Wadjet Eye Games               |
| 2011 | Metal Dead                                    | Walk Thru Walls Studios        |
| 2012 | Primordia                                     | Wadjet Eye Games               |
| 2012 | Resonance                                     | Wadjet Eye Games               |
| 2012 | The Cat Lady                                  | Harvester Games                |
| 2013 | Cart Life                                     | Richard Hofmeier               |
| 2013 | Richard & Alice                               | Owl Cave                       |
| 2014 | A Golden Wake                                 | Wadjet Eye Games               |
| 2014 | Heroine's Quest                               | Crystal Shard                  |
| 2015 | Technobabylon                                 | Wadjet Eye Games               |
| 2016 | Shardlight                                    | Wadjet Eye Games               |
| 2016 | Kathy Rain                                    | Clifftop Games                 |
| 2018 | Lamplight City                                | Application Systems Heidelberg |
| 2018 | Unavowed                                      | Wadjet Eye Games               |
| 2019 | Mage's Initiation: Reign of the Elements      | Himalaya Studios               |
| 2019 | Whispers of a Machine                         | Clifftop Games                 |
| 2020 | Zniw Adventure                                | Azure Mountain                 |
| 2021 | Chronicle of Innsmouth - Mountains of Madness | AtomicHorde                    |
| 2021 | Strangeland                                   | Wadjet Eye Games               |
| 2022 | Beyond the Edge of Owlsgard                   | Assemble Entertainment         |
| 2022 | Nightmare Frames                              | Postmodern Adventures          |
| 2022 | The Excavation of Hob’s Barrow                | Wadjet Eye Games               |
| 2023 | Abscission                                    | Beyond Booleans                |
| 2023 | Dreams in the Witch House                     | Bonus Stage Publishing         |
| 2024 | The Crimson Diamond                           | Julia Minamata                 |
| 2024 | The Legend of Skye                            | Point and Pixel Adventures     |
| 2025 | Old Skies                                     | Wadjet Eye Games               |
| 2025 | Rosewater                                     | Application Systems Heidelberg |